# Jason Wiles
Jason Austin Wiles (Kansas City, Missouri, 25 de abril de 1970) é um ator de filmes e televisão estadunidense. Recentemente também se tornou escritor, diretor e produtor. Seu papel mais conhecido foi do policial Maurice "Bosco" Boscorelli na série dramática Third Watch.

## Biografia
Wiles nasceu em Kansas City, porém cresceu em Lenexa, Kansas. Depois de perder a chance de ser jogador de futebol na faculdade pela idade, Wiles trabalhou em um estacionamento local e em um departamento de recreação. Porém, começou a se interessar por atuar ainda quando jovem. Wiles era casado com Joanne Roberts de quem se divorciou em 2010.Eles tem uma filha chamada Georgia Blue, nascida em julho de 2001 e um filho chamado Wilke Jackson, de junho de 2004.

## Carreira
Jason começou a se interessar por atuação ainda jovem, trabalhando no set de filmagem de Cenas de uma Família, filmado na cidade de Kansas City, dirigido por James Ivory. Depois, participou como figurante no curta-metragem Sometimes They Come Back (Às Vezes Eles Voltam), dirigido pelo renomado Stephen King. Quando Jason decidiu se tornar ator, foi para Los Angeles e conseguiu alguns papéis em comerciais. Em 1994, apareceu também no video clipe musical Always de Bon Jovi.
Mas sua carreira começou na série Barrados no Baile, em 1995, quando interpretou Colin Robbins, o que lhe rendeu algum destaque em Hollywood. Em 1999, ganhou seu mais destacado personagem: Maurice 'Bosco' Boscorelli na série Third Watch, um policial com sérios problemas de disciplina, mas com grande qualidade. Jason Wiles interpretou o segundo personagem que mais episódios apareceu na série, atrás apenas de Coby Bell. Anterior a série, Jason fez vários papéis secundários em alguns filmes, nenhum com grande destaque.
Recentemente, Wiles iniciou carreira de escritor e diretor. Em 2003, esteve na produção de Safe na Imua! Theatre Company, onde co-dirigiu ao lado de seu companheiro de série Third Watch, Anthony Ruivivar. Depois do final da série Third Watch, começou a trabalhar no filme independente Lenexa, 1 Mile (2006), filme que dirigiu e produziu. Também esteve participando da série de TV Commander in Chief, ao lado de Geena Davis e Donald Sutherland, além de fazer parte do filme Zodiac. Ganhou destaque na série Army Wives, série que teve ótimas críticas e audiência nos Estados Unidos. Em 2008, seu projeto é escrever, produzir e dirigir um filme chamado Play Dead, ainda sem data de lançamento.

## Filmografia
Produtor e/ou Escritor:
- Play Dead (2008) (pós-produção)
- Lenexa, 1 Mile (2006)

Cinema e filmes feitos para TV somente (TV):
- Living Hell (2007) .... Glenn Freeborn
- Zodiac (2007) .... Dagitz
- A House Divided (2006) (TV) .... Tom Sampson
- Heart of the Beholder (2005) .... Deetz
- The Commuters (2005) (TV) .... Eric
- Open House (2004) .... Chuck Baker
- Matters of Consequence (1999) .... Jake
- Kitchen Party (1997) .... Steve
- Out of Nowhere (1997) (TV) .... Brad Johnson
- The Underworld (1997) (TV)
- Kicking and Screaming (1995) .... Skippy
- Angel's Tide (1995)
- Higher Learning (1995) .... Wayne
- Windrunner (1995) .... Greg Cima
- Roadracers (1994) (TV) .... Teddy Leather

Séries de TV:
- Persons Unknown (2010) .... Joe
- Army Wives (2007) .... Sgt Peter Belgrad (2 episódios)
- Criminal Minds (2007) .... Unsub Sheppard
- Six Degrees (2006) .... Charlie
- Commander in Chief (2005) .... Alex Williams (4 episódios)
- Third Watch (1999-2005) .... Oficial Maurice 'Bosco' Boscorelli (130 episódios)
- Plantão Médico (2002) .... Oficial Maurice 'Bosco' Boscorelli
- To Have & to Hold (1998) .... Michael McGrail (13 episódios)
- Barrados no Baile (1995-1996) .... Colin Robbins (32 episódios)
- Rebel Highway (1994) .... Teddy
- CBS Schoolbreak Special (1993) .... Tony Walters